# Львов (футбольный клуб)
«Львов» (укр. «Львів») — украинский футбольный клуб из одноимённого города. Основан в 2006 году, расформирован в 2023 году.
В 2006—2012 годах выступал на профессиональном уровне, провёл сезон 2008/09 в Премьер-лиге. В 2012—2016 годах клуб существовал в форме футбольной академии «Львов», которая выступала в высшей лиге ДЮФЛ. По итогам сезона 2007/08 вышел в Премьер-лигу, но уже в первом своём сезоне в высшем дивизионе занял 15-е место и снова выбыл в Первую лигу.
Начиная с зимы 2010 года клуб имел постоянные проблемы с финансированием, в итоге прекратив существование в 2012 году.
В сезоне 2016/2017, на базе выпускников академии ФК «Львов», было принято решение воссоздать первую команду, которая была заявлена для участия в Любительском чемпионате Украины.

## История

### Старый ФК «Львов» (1992—2001)
Команда с названием «Львов» участвовала в различных лигах чемпионата Украины.
Команда была создана осенью 1992 года, а уже летом следующего года коллектив стал чемпионом и обладателем Кубка города, а также абсолютным чемпионом Львовской области. Этот успех разрешил представить Львов в национальном первенстве Украины. За два сезона 1993/94 и 1994/95 годов «Львов» прошел два дивизиона. Президентом клуба вплоть до дня ликвидации в 2001 году был Александр Диденко. Наивысшее достижение — 5-е место в Первой лиге сезона 2000/01.
ФК «Львов» был восстановлен в 2006 году, но новая команда с юридической точки зрения не имеет ничего общего со старым «Львовом». Это подтвердило и руководство созданного клуба и президент старого ФК «Львов» Александр Диденко.

### Создание команды
В Первой лиге Украины 2005/06 твердым середняком была команда «Газовик-Скала» (Стрый). Стрыяне финишировали на 6-м месте, набрав столько же очков, сколько, например, столичное «Динамо-2». Но по причине финансовых трудностей «Газовик» не смог продолжать выступление на профессиональном уровне.
Выходом стало создание футбольного клуба «Львов» с новым президентом и местонахождением. Президентом клуба стал Юрий Иванович Киндзерский — глава правления ЗАО «Украинская страховая компания „Княжа“». Основанием созданного коллектива стали футболисты «Газовика-Скалы», главным тренером Богдан Бандура, директором — Ростислав Заремба, которые занимали те же должности в «Газовике».
ООО «Футбольный клуб „Львов“» было зарегистрировано 22 мая 2006 года, а уже на следующий день в Киеве заседание Бюро ПФЛ Украины приняло решение о признании клуба правопреемником ФК «Газовик-Скала» в Первой лиге.
Домашние матчи львовяне проводили на стадионе СКА, где был осуществлен ремонт подтрибунных помещений. Дочерняя команда клуба, «Княжа», выступала в чемпионате Львовской области. Для развития детско-юношеского футбола и возможности подготовки резерва 1 сентября 2006 года создана детско-юношеская футбольная академия ФК «Львов».

### 2006/07 — первый сезон
Наиболее яркими моментами сезона 2006/07 стали матчи «сине-золотых львов» в Кубке Украины: в 1/32 финала «горожане» на выезде победили ровенский «Верес», а на стадии 1/16 финала совершили сенсацию, победив прошлогоднего полуфиналиста Кубка, львовские «Карпаты» в серии послематчевых пенальти. В 1/8 финала «Львов» принимал на стадионе СКА харьковский «Металлист», который выступал без многих игроков основного состава. Основное время закончилось ничьей 2:2, а серию послематчевых пенальти лучше провели гости — 6:7. Несмотря на низкое 13-е место по итогам осенней части первенства президент клуба Юрий Киндзерский поставил перед командой задание войти в первую пятерку чемпионата. В первых 4-х весенний турах команда завоевала только одну победу и потерпела два поражения, что стало причиной отставки тренерского штаба во главе с Богданом Бандурой.
7 мая 2007 года наставником «золотых львов» стал легендарный львовский футболист Степан Юрчишин, который тренировал, в частности, старый «Львов», «Карпаты» и «Карпаты-2». Команда несколько улучшила своё положение и финишировала на 11-м месте в Первой лиге 2006/07.

### 2007/08 — выход в Премьер-лигу
Команда начала тренировочный сбор 2 июля 2007 года в городе Трускавец. В товарищеских играх «горожане» показали очень хорошие результаты, обыграв «Карпаты» 2:0, уступив «Металлисту» 0:1 и одолев по сумме двух матчей «Карпаты-2» — 0:0 и 2:0.
Сразу после старта сезона возникли проблемы со стадионом — львовский СКА не соответствовал требованиям для проведения матчей Первой лиги, потому команда первые туры проводила во Львове, а в сентябре переехала на только что построенный стадион «Княжа Арена» в городе Добромиль, недалеко от границы с Польшей.
Праздничное открытие арены 2 сентября 2007 года ознаменовалось разгромной победой «Львова» над «Прикарпатьем» из Ивано-Франковска — 6:2. Команда временами играла не особо стабильно и крупные победы чередовались с поражениями. Первый круг «Львов» завершил на 3-м месте, что давало возможность побороться за одну из двух путёвок в элитный дивизион.
В апреле-мае львовяне выдали серию из 6 побед подряд, а особенно важной стала уверенная домашняя победа со счётом 4:0 над прямым соперником, киевской «Оболонью», с которой «Львов» боролся за 2-е место. Выход в Премьер-лигу был обеспечен 16 июня, когда в Добромиле «золотые львы» разгромили днепродзержинскую «Сталь» со счётом 3:0.

### 2008/09 — дебют в Премьер-лиге
«Львов» сенсационно начал своё выступление в Премьер-лиге, всухую обыграв в родных стенах (на стадионе «Украина» во Львове, так как «Княжа Арена» не соответствовала требованиям проведения матчей Премьер-лиги) донецкий «Шахтёр», будущего обладателя Кубка УЕФА, со счётом 2:0. После этой игры команда вошла в полосу без побед — за три месяца «горожане» провели 9 игр, из них 7 проиграли и 2 свели вничью. Последствием этих неудач стала замена тренера. Команду у Степана Юрчишина принял Сергей Ковалец, который работал в «Металлисте» помощником Мирона Маркевича. Его ассистентом стал Юрий Беньо, который до недавнего времени играл в составе киевского «Арсенала». До завершения осенней части «Львов» улучшил своё турнирное положение, но со дна таблицы не поднялся. За время выступлений львовян под руководством Ковальца они праздновали победы в пяти матчах, шесть раз играли вничью и потерпели девять поражений.
Относительно Кубка Украины, то «Львов» в сезоне 2008/09 опять остановился на стадии 1/8 финала, как и в предыдущие годы. Алчевская «Сталь» дома обыграла «горожан» 2:0.
В связи с экономическим кризисом во время зимнего межсезонья команду покинул Владислав Ващук, которого не удовлетворяли финансовые условия, клуб был вынужден отказаться от аренды стадиона «Украина». Зато ряды «сине-золотых львов» пополнила молодёжь расформированного клуба Первой лиги — «Княжа».
Судьба «Львова» должна была решаться в последнем туре на «Украине» — в дерби с «Карпатами». В драматическом противостоянии (Григорий Баранец не реализовал пенальти) «горожане» уступили 1:2 и по результатам сезона опять выбыли в Первую лигу, ведь марупольский «Ильичёвец» опередил львовян по количеству побед (если бы лучшего определяли разницей мячей, то «Львов» остался бы в Премьер-лиге). Несмотря на поражение, большинство болельщиков на львовском стадионе аплодисментами провожали «сине-золотых львов».

### 2009/10 — борьба за возвращение в элиту
Во время межсезонья по обоюдному согласию прекращено сотрудничество с Сергеем Ковальцом, а команду к новому чемпионату готовил его помощник Юрий Беньо. Клуб сумел сохранить всех основных игроков команды и имел задачу вернуться в элитный дивизион.
Перед началом сезона была создана команда «Львов-2», которая выступала во Второй лиге Украины. Домашние игры фарм-клуб проводил в городе Каменка-Бугская Львовской области. Итог — 8-е место среди 11 команд группы А.
Первая команда хорошо начала сезон, уже в первом туре разгромив тернопольскую «Ниву» — 4:0, а потом одолев дома «Десну» — 2:0. Но после поражения 0:1 от «Энергетика» из Бурштына, нулевой ничьи с «Арсеналом» (Белая Церковь) и неожиданного вылета из Кубка Украины уже в 1/16 финала от второлиговой «Полтавы» (0:1), тренерский штаб подал в отставку. Несколько дней главным тренером команды был Вячеслав Мавров). Полноценным наставником был назначен Игорь Яворский, который находился на посту до 10 ноября. После него команду тренировал опытный литовский специалист Альгимантас Любинскас.
Коллектив имел хорошие условия для зимней межсезонной подготовки — сбор в Крыму и два выезда на тренировочные сборы в Анталью (Турция). Той зимой «Львов» совершил один из своих самых громких трансферов — продажа Валерия Федорчука в днепропетровский «Днепр» за почти 5 млн гривен.
Весеннюю часть чемпионата «Львов» начал с 4 побед в 5 матчах. Но ничья 0:0 в Ивано-Франковске с местным «Прикарпатьем» и поражение дома от «Александрии» 0:1 стали очередной причиной отставки главного тренера. Любинскаса сменил Виктор Ряшко. С новым тренером львовяне проиграли почти все матчи и не вышли Премьер-лигу — команда не выполнила задание на сезон.
В общем, в сезоне 2009/2010 «Львов» финишировал на 4-м месте. На протяжении первенства команду возглавляли 5 наставников и такой текучести тренерских кадров не было ни в одном сезоне «Львова» ни до ни после этого.

### 2010/11 — финансовые трудности
Летом 2010 года «Львов» потерял ряд ключевых футболистов, которые перешли в клубы Премьер-лиги: Вадим Панас, Владислав Лупашко, Павел Худзик и Александр Мандзюк («Оболонь»), Борис и Григорий Баранец («Карпаты»), Марьян Марущак («Севастополь»). Взамен ряды команды пополнили игроки расформированной черниговской «Десны» вместе с её главным тренером Александром Рябоконем.
Как и в прошлом сезоне «сине-золотые львы» боролись за повышение в классе. «Львов» неплохо проявил себя в играх с прямыми конкурентами — победа над «Крымтеплицей» 1:0, нулевые ничьи с «Закарпатьем» и алчевской «Сталью», 1:1 с «Черноморцем» в Одессе. Первую половину сезона «горожане» завершили на 2 месте, пропустив вперёд только «Александрию».
Во время зимнего перерыва в сезоне 2010/11 президент клуба Юрий Киндзерский заявил, что «Львов» может быть снят с соревнований уже в марте 2011 года, если не найдутся дополнительные спонсоры, которые помогут клубу. Вследствие сложного финансового положения команду покинуло много важных игроков. В январе «Львов» дошел до финала Мемориала Макарова на (поражение 1:2 от «Путровки»), в котором выступали в основном любительские и молодёжные команды.
«Львов» нашёл возможность доиграть сезон, а на место ушедших футболистов пришёл ряд игроков из академии. В итоге из фаворита сезона львовяне превратились в середняка и завершили сезон на 5-м месте.

### 2011/12 — последний сезон
По окончании сезона 2010/11 львиная доля игроков перешла в другие клубы на правах свободных агентов. Основу команды в новом сезоне составляли совсем юные игроки, исполняющим обязанности главного тренера стал Роман Лаба. «Львов» после первых 10 туров занимал 15-е место среди 18 команд. Львовяне потерпела несколько разгромных поражений, одержав 2 победы, в том числе и над лидером — «Говерлой-Закарпатье» (1:0 дома). 12 сентября 2011 года президент клуба Юрий Киндзерский заявил, что его средств не хватает для выступления команды в Первой лиге. Матч 11 тура против запорожского «Металлурга» был перенесён «на более поздний срок».
23 сентября президентом ФК «Львов» стал глава Федерации футбола Львовской области Ярослав Грысьо. В одном из первых интервью на новой должности Грысьо заявил, что не сможет самостоятельно содержать клуб, но может поддерживать его жизнедеятельность, пока не найдётся постоянный источник финансирования. 26 сентября на домашний матч против «Буковины» команду вывел новый главный тренер Роман Марич.
По завершении первой части чемпионата «Львов» предоставил статус свободных агентов 13 игрокам.
1 февраля 2012 года был представлен новый тренерский штаб команды, который возглавил Владимир Журавчак. Генеральным директором клуба остался Василий Лебедь, а спортивным стал Ростислав Заремба. Также покинул пост президента клуба Ярослав Грысо, а его функции стали выполнять некие инвесторы, имена которых не разглашались.
Журналисты выяснили, что основным инвестором клуба стала компания «Инвестмент файненшиал менеджмент» (Виргинские острова). Эта компания также была учредителем ООО «Западная информационная корпорация», которую контролирует Пётр Дыминский, владелец ФК «Карпаты».
28 апреля в матче «Львов» — «Металлург» (Запорожье) было установлено два рекорда: наибольшее поражение в истории «Львова» и 5 голов в матче Первой лиги, которые забил Алексей Белик.
Матч «Титан» — «Львов» стал последним в истории львовской команды, так как на игру последнего тура во Львов из-за финансовых проблем не приехал «Энергетик» (Бурштын). По итогам сезона львовяне заняли последнее, 18 место и выбыли во Вторую лигу, но так и не стартовали там — 12 сентября 2012 года ФК «Львов» отправил на имя Профессиональной футбольной лиги Украины письмо, в котором заявил о желании прекратить выступления и выйти из состава ПФЛ.

### 2012—2017 — детские команды и возрождение
После ликвидации взрослой команды продолжала функционировать детская футбольная академия «Львов», которая выступала в ДЮФЛ. Команда «Львов-98» (воспитанники ДЮСШ 1998 года рождения) одержала победу в юношеском первенстве Премьер-лиги чемпионата области 2015 (взрослую команду не выставили). В юношеском чемпионате области команда «Львов-99» (воспитанники ДЮСШ 1999 года рождения) стала чемпионом.
Футболисты команды ДЮСШ 1999 стали основой для коллектива, который под названием «Львов» в августе 2016 года стартовал в первенстве Украины среди любителей. Команда выступал в Группе 1, где были собраны команды из центрально-западной Украины и заняла там предпоследнее, 10-е место. В 2017 году возрождённая команда стала профессиональной, получив аттестат для участия во Второй лиге. 9 июля «Львов» дебютировал в профессиональном футболе в матче Кубка Украины против МФК «Кремень», выиграв со счётом 1:2. Также команда стартовала во Второй лиге и заняла в группе «А» 5-е место. В Кубке «Львов» стартовал с 1-го предварительного этапа обыграв «Кремень», на следующих стадиях «золотые львы» прошли «Волынь», любительский СКК «Демня», «Сталь» и вышли в 1/4 финала где на последних минутах уступили СК «Днепр-1» со счётом 1:2.

### 2018/19 — рокировка с ФК «Верес» и возвращение в Премьер-лигу
В летнее межсезонье 2018 года руководством и инвесторами клубов «Верес» и «Львов» было принято решение, что место «Вереса» высшей лиге займет «Львов», а «Верес» продолжит свои выступления во Второй лиге Украины заняв место «Львова».
Сезон 2018/19 «Львов» впервые за много лет начал в Премьер-лиге. Главным тренером команды стал бразилец Жилмар, также руководством клуба был приобретён целый ряд бразильских футболистов. На представлении новый тренер заявил, что команда будет бороться за медали чемпионата.
Сезон «золотые львы» начали в Киеве, где на стадионе «Динамо» имени Валерия Лобановского победили со счётом 0:2 местный «Арсенал». В следующем туре, на «Арене Львов», команда весь матч держала ничью 0:0 с киевским «Динамо», но на 90+2-й минуте пропустила от собственного воспитанника Назария Русина. В следующих двух турах «Львов» проиграл «Ворскле» со счётом 1:0 и в Киеве сыграл вничью с донецким «Олимпиком» 1:1.
14 августа клуб неожиданно покинул главный тренер Жилмар — причиной столь внезапного ухода было названо отсутствие у бразильца лицензии для работы главным тренером команды Украинской Премьер-лиги. Новым тренером «Львова» стал Юрий Бакалов. В первом матче под руководством нового тренера «сине-золотые львы» уступили донецкому «Шахтёру» 0:2. После матча Бакалов отметил, что не успел провести с новыми подопечными ни одной толковой тренировки.
28 октября «Львов» на выезде, благодаря голу Лукаса Тейлора, обыграл киевское «Динамо». Это позволило «золотым львам» покинуть нижнюю часть таблицы и подняться на 5-е, еврокубковое, место. Также после этого матча наставник львовян Юрий Бакалов был признан лучшим тренером тура.
По итогам «регулярной» части чемпионата Украины львовяне завершили на 5-м месте, войдя в первую шестёрку, что и было главной задачей команды. Однако неожиданно клуб, по обоюдному согласию, покинул главный тренер Юрий Бакалов.

## Достижения
Первая лига Украины
- Серебряный призёр: 2007/2008

## Болельщики
«Львов» — не самый популярный клуб западной Украины. По статистике 25 % западноукраинских болельщиков поддерживают львовские «Карпаты», 7 % — луцкую «Волынь», а «Львов» — лишь 1 %.
Особенностью фан-движения «Львова» было то, что долгое время даже для просмотра домашних игр болельщикам из Львова приходилось ехать 111 км до Добромиля. Движение сформировалось во время выступлений в Премьер-лиге, когда команда первую половину сезона играла во Львове, что способствовало популяризации клуба.

## Стадионы

### СКА
В 2006—2007 годах «Львов» проводил домашние матчи на стадионе СКА. Но из-за устарелости арены, которая не соответствовала требованиям для проведения матчей Первой лиги, клуб принял решение построить новый стадион.

### «Лафорт Арена»
С сентября 2007 года команда проводила домашние матчи на собственном нововыстроенном стадионе «Лафорт Арена» (до 2010 года — «Княжа Арена») в городе Добромиль в 110 км от Львова.

### «Украина»
На стадионе «Украина» команда выступала в Премьер-лиге в первой части сезона 2008/09. Тогда посещение домашних игр львовян составляло в среднем до 10 тысяч зрителей за матч, что было одним из лучших показателей среди украинских клубов. «Львов» вернулся на «Украину» в своем последнем сезоне, проводя там игры весенней части Первой лиги 2011/12.

### «Сокол»
В ноябре 2008 года ФК «Львов» получил в аренду нежилые помещения стадиона «Сокол» для проведения там тренировок и соревнований. Поле использовали для тренировок команды, также во время второй половины сезона 2008/09 на «Соколе» играла домашние поединки молодёжного первенства Украины среди команд Премьер-лиги молодёжная команда ФК «Львов». В июле 2009 клуб получил в аренду ещё часть комплекса стадиона. Аренда была рассчитана до 2019 года.
«Сокол» планировали реконструировать, он должен был стать домашним стадионом клуба и тренировочным полем во время Евро-2012. Согласно «Городской целевой программе подготовки и проведения в Украине финальной части чемпионата Европы-2012 по футболу в г. Львове», утверждённой горсоветом 24 июня 2010, на стадионе должны были построить трибуны на 3 тысячи мест. В проект планировали привлечь 80,39 млн грн. инвестиций. Но перестройку так и не было начато через бюрократическую волокиту и разнообразные нюансы, в частности на часть земли спорткомплеску претендует завод «ЛОРТА», что находится рядом. 1 октября 2010 исполнительный комитет Львовского городского совета принял решение "Об утверждении градостроительного обоснования и градостроительных ограничений застройки земельного участка на проектирование и реконструкцию ООО «Футбольный клуб „Львов“» футбольного комплекса «Сокол» на ул. Е. Патона, 1 с частичным сносом нежилых помещений стадиона". На территории спортивного комплекса «Сокол» предусмотрен снос части сооружений, поскольку эти сооружения находятся в аварийном состоянии.
«Сокол» является тренировочным полем ФК «Львов» — там тренируются и выступают команды детско-юношеской школы клуба.
В октябре 2014 года, после нескольких лет судов, Высший хозяйственный суд Украины удовлетворил кассационную жалобу Управления коммунальной собственности Департамента экономической политики Львовского горсовета на постановление Львовского апелляционного хозяйственного суда и разорвал договор аренды, заключенный между управлением коммунальной собственности и ООО «Футбольный клуб „Львов“» на помещения стадиона «Сокол».

### СКИФ и «Локомотив»
После возрождения «Львов» проводил домашние матчи в любительском чемпионате и Второй лиге на стадионах СКИФ во Львове и «Локомотив» в городе Рава Русская.

### «Арена Львов»
После неожиданного возвращения в Премьер-лигу «Львов» арендовал для проведения матчей стадион «Арена Львов», который вмещает 34 915 зрителей.

## Статистика

### Выступления в чемпионате Украины
| Сезон   | Дивизион             |    | В  | Н | П  | РМ    | О  | Место    | Главный тренер | Лучший бомбардир                       |
| ------- | -------------------- | -- | -- | - | -- | ----- | -- | -------- | --- | -------------------------------------- |
| 2006/07 | Первая лига          | 36 | 13 | 8 | 15 | 45−45 | 47 | 11 из 19 | Богдан Бандура (до апреля), Вячеслав Мавров (апрель-май), Степан Юрчишин                                           | Григорий Баранец (5)                   |
| 2007/08 | Первая лига          | 38 | 23 | 5 | 10 | 58−29 | 74 | 2 из 20  | Степан Юрчишин | Григорий Баранец                       |
| 2008/09 | Премьер-лига         | 30 | 6  | 8 | 16 | 24−39 | 26 | 15 из 16 | Степан Юрчишин (до октября), Роман Лаба (октябрь), Сергей Ковалец                                                  | Александр Мандзюк, Павел Худзик (по 4) |
| 2009/10 | Первая лига          | 34 | 19 | 6 | 9  | 49−22 | 63 | 4 из 18  | Юрий Беньо (до августа), Вячеслав Мавров (август), Игорь Яворский, Альгимантас Любинскас (до апреля), Виктор Ряшко | Григорий Баранец (7)                   |
| 2010/11 | Первая лига          | 34 | 17 | 8 | 9  | 52−28 | 59 | 5 из 18  | Александр Рябоконь                                                                                                 | Евгений Чепуренко (9)                  |
| 2011/12 | Первая лига          | 34 | 6  | 3 | 25 | 21−79 | 21 | 18 из 18 | Роман Лаба (до сентября), Роман Марич (до февраля), Владимир Журавчак                                              |                                        |
| 2017/18 | Вторая лига Группа А | 27 | 10 | 6 | 11 | 28−29 | 36 | 5 из 10  | | Сергей Кисленко (9)                    |
| 2018/19 | Премьер-лига         |    |    |   |    |       |    |          | Жилмар (до 14 августа), Юрий Бакалов                                                                               |                                        |

### Выступления в Кубке Украины
| Год            | Этап        | И | В | Н | П | РМ  |
| -------------- | ----------- | - | - | - | - | --- |
| 2006/07        | 1/8 финала  | 3 | 1 | 2 | 0 | 5−3 |
| 2007/08        | 1/8 финала  | 3 | 2 | 0 | 1 | 6−3 |
| 2008/09        | 1/8 финала  | 2 | 1 | 0 | 1 | 2−2 |
| 2009/10        | 1/16 финала | 1 | 0 | 0 | 1 | 0−1 |
| 2010/11        | 1/32 финала | 1 | 0 | 0 | 1 | 0−1 |
| 2011/12        | 1/32 финала | 1 | 0 | 0 | 1 | 1−3 |
| 2016/17 (люб.) | 1/4 финала  | 3 | 2 | 1 | 1 | 6−3 |
| 2017/18        | 1/4 финала  | 5 | 4 | 0 | 1 | 8−3 |

## Главные тренеры
| Тренер                  | От                 | До                 |
| ----------------------- | ------------------ | ------------------ |
| Богдан Бандура          | 30 июня 2006       | 6 апреля 2007      |
| Вячеслав Мавров (и. о.) | 6 апреля 2007      | 7 мая 2007         |
| Степан Юрчишин          | 7 мая 2007         | 27 сентября 2008   |
| Роман Лаба (и. о.)      | до 14 октября 2008 | до 14 октября 2008 |
| Сергей Ковалец          | 14 октября 2008    | 16 июня 2009       |
| Юрий Беньо              | 17 июня 2009       | 8 августа 2009     |
| Вячеслав Мавров (и. о.) | 8—19 августа 2009  | 8—19 августа 2009  |
| Игорь Яворский          | 19 августа 2009    | 10 ноября 2009     |
| Альгимантас Любинскас   | 20 декабря 2009    | 19 апреля 2010     |
| Виктор Ряшко (и. о.)    | 19 апреля 2010     | июнь 2010          |
| Александр Рябоконь      | 23 июня 2010       | июнь 2011          |
| Роман Лаба (и. о.)      | июль 2011          | 25 сентября 2011   |
| Роман Марич             | 25 сентября 2011   | 1 февраля 2012     |
| Владимир Журавчак       | 1 февраля 2012     | 12 сентября 2012   |
| Жилмар                  | 3 июля 2018        | 14 августа 2018    |
| Юрий Бакалов            | 16 августа 2018    | 2019               |
| Тарас Гребенюк          | 2019               | 2019               |
| Богдан Блавацкий        | 2019               | 2019               |
| Владимир Мазяр          | 2019               | 2019               |
| Егише Меликян           | 2019               | 2020               |
| Георгий Цецадзе         | 2020               | 2020               |
| Виталий Шумский (и. о.) | 2020               | 1 марта 2021       |
| Анатолий Бессмертный    | 1 марта 2021       | 25 августа 2021    |
| Тарас Чопик (и. о.)     | 25 августа 2021    | 6 сентября 2021    |
| Олег Дулуб              | 6 сентября 2021    | 20 марта 2023      |
| Анатолий Бессмертный    | 21 марта 2023      | 22 июня 2023       |

## Рекордсмены

### По количеству матчей
| Место | Имя, фамилия       | Матчи | Годы выступлений     |
| ----- | ------------------ | ----- | -------------------- |
| 1     | Виталий Романюк    | 144   | 2006—2010            |
| 2     | Борис Баранец      | 124   | 2006—2010            |
| 3     | Любомир Гальчук    | 111   | 2007—2010            |
| 4     | Григорий Баранец   | 106   | 2006—2010            |
| 5     | Игорь Ильков       | 91    | 2007—2010            |
| 6     | Вадим Панас        | 89    | 2007—2010            |
| 7-8   | Павел Худзик       | 81    | 2007, 2008—2010      |
| 7-8   | Евгений Чепурненко | 81    | 2007—2008, 2009—2011 |
| 9     | Марьян Марущак     | 77    | 2007—2010            |
| 10    | Валерий Федорчук   | 73    | 2007—2009            |

### По количеству забитых голов
| Место | Футболист          | Голы | Годы выступлений     |
| ----- | ------------------ | ---- | -------------------- |
| 1     | Григорий Баранец   | 27   | 2006—2010            |
| 2     | Борис Баранец      | 20   | 2006—2010            |
| 3     | Евгений Чепурненко | 19   | 2007—2008, 2009—2011 |
| 4     | Александр Мандзюк  | 17   | 2006—2010            |
| 5-6   | Валерий Федорчук   | 13   | 2007—2009            |
| 5-6   | Павел Худзик       | 13   | 2007, 2008—2010      |
| 7     | Игорь Мельник      | 10   | 2011, 2012           |
| 8     | Олег Тёплый        | 9    | 2006—2008            |
| 9     | Антон Крамар       | 8    | 2010—2011            |
| 10-11 | Любомир Гальчук    | 7    | 2007—2010            |
| 10-11 | Вадим Панас        | 7    | 2007—2010            |

## Спонсоры

### Генеральные спонсоры
| Годы      | Название |
| --------- | -------- |
| 2006—2009 | Княжа    |
| 2009—2012 | Лафорт   |
| 2018—2023 | Globus   |

### Технические спонсоры (производители экипировки)
| Годы      | Название |
| --------- | -------- |
| 2006—2007 | Adidas   |
| 2007—2009 | Lotto    |
| 2009—2011 | Nike     |
| 2012      | Joma     |
| 2017—2018 | Nike     |
| 2018—2023 | Legea    |